# Alexandra af Grækenland (1921-1993)
|  | Denne artikel handler om Dronning Alexandra af Jugoslavien. For andre betydninger, se Alexandra af Grækenland. |
Prinsesse Alexandra af Grækenland og Danmark (25. marts 1921 – 30. januar 1993) var en græsk prinsesse, der var den eneste datter af kong Alexander 1. af Grækenland og dennes hustru, Aspasia Manos. Gennem sit ægteskab med kong Peter 2. af Jugoslavien var hun Dronning af Jugoslavien fra 1944 til 1945.

## Biografi
Alexandra blev født den 25. marts 1921 i Athen fem måneder efter sin far Kong Alexander 1.'s død. Hendes bedstefar, Konstantin 1. af Grækenland, var blevet genindsat på tronen efter at have været i eksil. Da bedstefaderen ikke oprindeligt havde givet tilladelse til ægteskabet mellem Alexandras forældre, blev hun derfor heller ikke anerkendt som legal arving efter faderens død. Imidlertid gennemførte kongen i 1922 en lov, der gav ham tilladelse til at anerkende tidligere indgåede ægteskaber som legale, selvom de var foretaget uden kongens accept. Denne lov var også tilbagegående og bedstefaderen anerkendte herefter ægteskabet mellem Alexandras forældre, hvilket gav hende og moderen titel som prinsesser af Grækenland og Danmark. Der var dog ingen mulighed for at arve tronen.
I 1944 flyttede hun til London og blev her gift med kong Peter 2. af Jugoslavien. Dette gjorde hende straks til dronning af Jugoslavien. Den 17. juli 1945 fødte hun parrets eneste barn, Alexander af Jugoslavien. Traditionen i hjemlandet gav, at kun en kongelig der er født i Jugoslavien kunne blive konge, men parret levede i eksil i London på grund af 2. Verdenskrig. Den britiske regering havde derfor gjort fødselsstedet, Suite 212 på Claridge's Hotel, London, til et suverænt og selvstændigt jugoslavisk territorium for, at opfylde denne tradition. Suveræniteten gjaldt dog kun i et døgn, men da parret først blev frataget tronen i november 1945, anses sønnens titel af kronprins for at være gældende.
Alexandra fik dog efterfølgende en alvorlig depression og sønnen Alexander blev derfor opdraget af sin mormor Aspasia Manos. Hun døde i East Sussex i 1993 og blev efterfølgende begravet ved Tatoi Palads i Athen.

## Aner
Alexandra var tipoldebarn af både Christian 9., Wilhelm 1. af Tyskland og Victoria af Storbritannien.